# Colonia Aquiles Serdán
Colonia Aquiles Serdán är en ort i Mexiko.   Den ligger i kommunen Sombrerete och delstaten Zacatecas, i den centrala delen av landet, 700 km nordväst om huvudstaden Mexico City. Colonia Aquiles Serdán ligger 2 096 meter över havet och antalet invånare är 184.
Terrängen runt Colonia Aquiles Serdán är platt åt sydost, men åt nordväst är den kuperad. Colonia Aquiles Serdán ligger nere i en dal som går i öst-västlig riktning. Runt Colonia Aquiles Serdán är det glesbefolkat, med 16 invånare per kvadratkilometer. Närmaste större samhälle är Sombrerete, 13,4 km nordost om Colonia Aquiles Serdán. Omgivningarna runt Colonia Aquiles Serdán är i huvudsak ett öppet busklandskap.